# Thecosmilia
Thecosmilia is een geslacht van uitgestorven rifkoralen, dat leefde van het Jura tot het Krijt.

## Beschrijving
Dit koraal was een kolonievormend organisme met losstaande vertakkingen en diepe, komvormige calices. Deze kolonie bevatte per tak meestal één of twee grote thecae (het buisachtige kalkskelet van een individu). De buitenwand van de theca bevatte getande lengteribben (costae), die overeenstemden met de septa (dunne scheidingswanden in het kalkskelet of -schaal). Aanvankelijk weken de takken uiteen, maar naar buiten toe liepen ze vaak min of meer parallel. De talrijke septa varieerden van groot tot klein, op dwarsdoorsnede namen ze langzamerhand in aantal toe, naarmate ze kleiner werden. Dit geslacht leefde op riffen in warm, ondiep water. De normale calyxdiameter bedroeg ongeveer 1,2 centimeter.